# Achilles 1894
Achilles 1894 is een amateurvoetbalvereniging uit Assen, Drenthe, Nederland.

## Algemeen

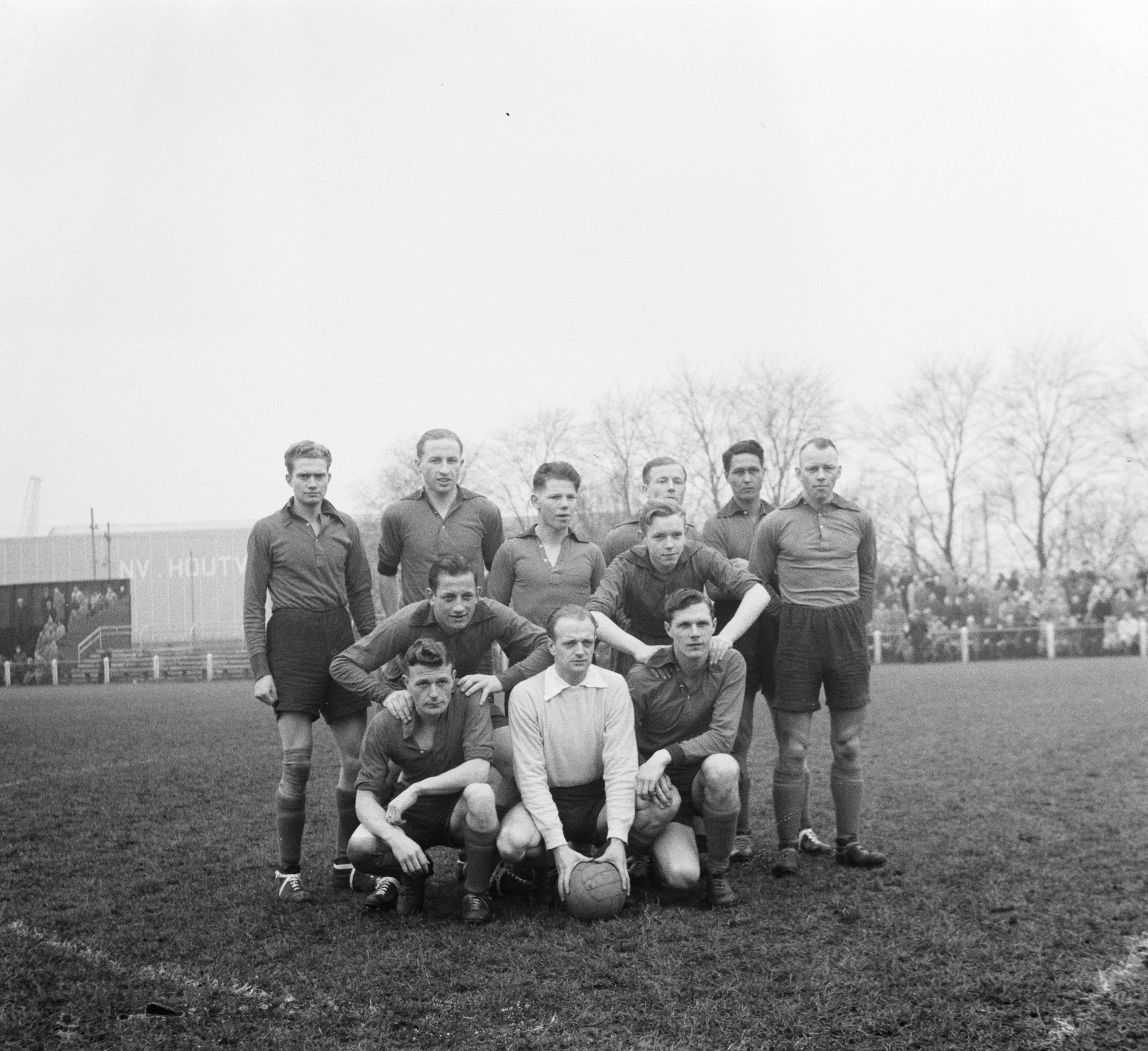
Achilles 1894 in 1953

De vereniging werd opgericht op 24 december 1894. De thuiswedstrijden worden op “Sportpark Marsdijk” gespeeld.

## Standaardelftallen

### Zaterdag
Het standaardelftal in de zaterdagafdeling van het amateurvoetbal speelt in het seizoen 2022/23 in de Tweede klasse L van het KNVB-district Noord.
Dit team nam in het seizoen 2016/17 voor het eerst in het standaardvoetbal deel. Het startte in de Vijfde klasse -het laagste niveau in Noord-, werd het eerste seizoen klassekampioen (5E), en promoveerde in 2017/18 via de nacompetitie.

#### Erelijst
kampioen Vijfde klasse: 2017

#### Competitieresultaten 2016–2020
| 1 5E |

| 2 4E |

| 7 3C |

| -- 3C |

| - 2J |

| Tweede klasse | Derde klasse | Vierde klasse | Vijfde klasse |

#### Lijst van trainers
2016-2019: David van der Kam + Gerard Schutter
2019-2022: Harold Wekema
2022-2023: René Wollerich
2023- : Wilko Niemer

### Zondag
Het zondagstandaardelftal speelde laatstelijk in het seizoen 2018/19 in de landelijke Hoofdklasse (zondag). De club eindigde op een degradatieplaats. Voor het seizoen 2019/20 werd het team niet meer ingeschreven voor deelname.

#### Geschiedenis
Voor de Tweede Wereldoorlog behoorde Achilles vaak tot de beste ploegen in het noorden van Nederland. De vereniging werd elfmaal Noordelijk kampioen en laat daarmee sc Heerenveen (9 titels) achter zich. Alleen het Groningse Be Quick heeft meer titels behaald (18). Achilles won in 1911 ook de eerste Groninger Dagbladbeker, waarna het in 1920 opnieuw de wisselbeker in ontvangst mocht nemen.
Het resultaat waar de club het meest trots op is werd behaald in het seizoen 1938/39. De club veroverde toen tegen en in Heerenveen (dat speelde met een jonge Abe Lenstra in de gelederen) de noordelijke titel en mocht daarom in de strijd om het landskampioenschap spelen tegen de kampioenen uit andere regio's. Achilles eindigde op de vijfde en laatste plaats in de strijd om het landskampioenschap achter Ajax, DWS, N.E.C. en Eindhoven. Het was tot de promotie van FC Emmen naar de Eredivisie in 2018 het enige seizoen met een club uit Drenthe in een competitie om het Nederlandse kampioenschap. In de andere tien seizoenen dat Achilles kampioen van het noorden werd, mocht de kampioen van deze klasse nog niet deelnemen aan de competitie voor de landstitel, omdat de Eerste Klasse in het Noorden pas in 1916 werd ingevoerd. Achilles speelde vanaf de invoering van de Eerste Klasse in het Noorden onafgebroken in deze competitie tot de degradatie in 1953. Na deze degradatie verdween Achilles uit de hoogste divisies van het voetbal. De club koos ervoor om niet toe te treden tot het profvoetbal dat in 1954 werd ingevoerd. Wel speelde Achilles na 1954 enkele jaren in de hoogste klasse van het amateurniveau.
In 1989 kende Achilles opnieuw een goed seizoen, het won de Districtsbeker Noord en de KNVB beker voor amateurs, ook werd dat jaar voor het eerst de Hoofdklasse bereikt.
Ook het seizoen 1999/2000 was voor Achilles een topseizoen waarin het drie prijzen in de wacht sleepte: Achilles werd kampioen van de Zondag Hoofdklasse C, won opnieuw de Noordelijke districtsbeker en werd kampioen van Nederland bij de zondagsamateurs. De algehele amateurtitel ging echter naar vv Katwijk.
In het grote KNVB-Bekertoernooi wist Achilles twee keer een profclub uit te schakelen in de eerste ronde. In 1989 won Achilles na strafschoppen van SC Cambuur en in 1990 met 2-1 van RBC Roosendaal.
In 2005 degradeerde de club uit de Hoofdklasse, waarna men twee seizoenen later afgleed naar de Tweede klasse. In het seizoen 2007/08 volgde meteen promotie terug naar de Eerste klasse, echter voor een seizoen. In het seizoen 2009/10 volgde meteen weer promotie, ditmaal via het klassekampioenschap in de Tweede klasse. In het seizoen 2013/14 werd het klassekampioenschap in de Eerste klasse behaald, waardoor na negen seizoenen de Hoofdklasse -inmiddels het tweede amateurniveau- weer werd bereikt. Dit verblijf duurde twee seizoenen, maar na een seizoen volgde meteen weer, via het klassekampioenschap, promotie naar deze klasse. Na de degradatie uit de Hoofdklasse in 2019 besloot Achilles te stoppen met prestatievoetbal op zondag. Vanaf het seizoen 2019/2020 werd het eerste zaterdagteam het vlaggenschip van de club.

#### Erelijst
Kampioen Noordelijk kampioenschap voetbal: 1898, 1899, 1900, 1901, 1902, 1903, 1905, 1907, 1912, 1914, 1939
Kampioen Zondagamateurs: 2000
Kampioen Hoofdklasse zondag: 2000
Kampioen Eerste klasse: 2014, 2017
Kampioen Tweede klasse: 2010
Winnaar KNVB beker voor amateurs: 1989
Winnaar Districtsbeker Noord: 1989, 1990, 2000
Kwalificatie voor kampioenscompetitie om de landstitel: 1938/39

#### Competitieresultaten 1896–2019
| 3 2A |

| 3 2A |

| 1 2A |

| 1 2A |

| 1 2A |

| 1 2A |

| 1 2A |

| 1 2A |

| 3 2A |

| 1 2A |

| 2 2A |

| 1 2A |

| 3 2A |

| 4 2A |

| 7 2A |

| 2 2A |

| 1 2A |

| 2 2A |

| 1 2A |

| 6 |

| 5 2A |

| 6 |

| 5 |

| 8 |

| 2 |

| 4 |

| 3 |

| 3 |

| 5 |

| 4 |

| 9 |

| 3 |

| 7 |

| 5 |

| 4 |

| 7 |

| 8 |

| 4 |

| 7 |

| 9 |

| 10 |

| 8 |

| 4 |

| 1 |

| 6 |

| 7 |

| 6 |

| 3 |

| 4 |

|  |

| 7 |

| 8 |

| 9 |

| 11 |

| 4 |

| 9 1A |

| 13 1B |

| 14 1B |

| 5 2A |

| 2 2B |

| 8 1B |

| 9 1B |

| 11 1B |

| 2 2A |

| 5 2A |

| 7 2A |

| 2 2B |

| 5 2B |

| 1 2B |

| 7 1F |

| 9 1F |

| 11 1F |

| 3 2B |

| 7 2B |

| 6 2B |

| 2 2A |

| 7 2A |

| 5 2A |

| 5 2A |

| 2 2A |

| 6 2B |

| 10 2B |

| 3 2B |

| 8 2A |

| 1 2B |

| 9 1C |

| 2 1C |

| 6 1C |

| 9 1C |

| 12 1C |

| 5 2B |

| 4 2B |

| 1 2B |

| 1 1C |

| 4 B |

| 7 B |

| 3 B |

| 8 B |

| 5 B |

| 7 B |

| 10 B |

| 8 C |

| 10 C |

| 3 C |

| 1 C |

| 7 C |

| 8 C |

| 7 C |

| 6 C |

| 14 C |

| 3 1F |

| 11 1F |

| 2 2L |

| 11 1F |

| 1 2L |

| 2 1F |

| 8 1F |

| 3 1F |

| 1 1F |

| 10 C |

| 12 C |

| 1 1F |

| 2 A |

| 15 A |

| Hoofdklasse | Eerste klasse | Tweede klasse | Noodcompetitie |

In elke staaf van de grafiek staat van boven naar beneden vermeld: 
- Eindnotering

Dit is de positie die de club heeft bereikt in de competitie, zonder eventuele beslissings-, play-off- of nacompetitiewedstrijden die nodig zijn geweest om bijvoorbeeld de kampioen van de competitie te bepalen.
Indien een * achter het getal staat is de notering een tussenstand en kan het zijn dat de notering niet overeenkomt met de uiteindelijke eindstand van de competitie.
Staat er een - dan is het seizoen nog bezig en is er geen definitieve uitslag bekend.
Staat er xx op de positie van de notering, dan heeft de club vroegtijdig de competitie verlaten. Dit kan onder andere komen door terugtrekking van het team, faillissement van de club of door een uitgedeelde straf van de KNVB. In veel gevallen staat elders in het artikel de reden vermeld.
Staat er een ? dan is het resultaat uit het verleden onbekend, en is alleen de competitie of het niveau bekend van dat seizoen.
In de seizoenen 2019/20 en 2020/21 werd wegens de coronacrisis het amateurvoetbal afgebroken. Daardoor kennen deze staven geen eindklassering (middels -- weergegeven).
- Competitieniveau en afdelingsletter of Officiële eindstand Eredivisie
  - Competitieniveau en afdelingsletter

Hierbij geeft het getal het niveau weer, dat ook terug te vinden is in de legenda. De letter is de afdelingsaanduiding en wordt gebruikt wanneer er meer afdelingen zijn op hetzelfde niveau. De afdelingsletter is altijd een hoofdletter en wordt meestal zonder nummer gebruikt.
Voorbeeld: 2F is niveau 2e klasse competitie F.
Het competitieniveau en nummer wordt niet vermeld wanneer er slechts één competitie van dit niveau was.
  - Officiële eindstand Eredivisie (getal staat tussen haakjes vermeld)

Sinds de introductie van play-offwedstrijden voor Europees voetbal na afloop van de reguliere competitie in 2005/06, is de KNVB verplicht een eindstand van de Eredivisie door te geven aan de UEFA aan de hand van deze play-offwedstrijden.
Bij deze eindstand staan clubs die zich hebben gekwalificeerd voor Europees voetbal hoger dan clubs die zich niet wisten te kwalificeren. Indien er geen verschil was tussen de eindnotering en de officiële eindstand, staat dit getal niet vermeld.

- Onderafdeling

Hier staat afgekort de naam van de onderafdeling indien de club in dat jaar in een onderafdeling uitkwam. Tevens staat deze afkorting in de legenda en wordt gelinkt naar het artikel over deze onderafdeling. Deze afkorting wordt alleen vermeld wanneer de club in het verleden in verschillende onderafdelingen heeft gespeeld. Deze vermelding is in de staaf altijd in kleine letters. Deze onderafdelingen zijn na het seizoen 1995/96 afgeschaft. Heeft de club in slechts één onderafdeling gespeeld, dan is dit alleen terug te vinden in de legenda.
Onder de staaf staat het jaartal vermeld waarin het seizoen is afgesloten. 15 verwijst naar het seizoen 2014/15 of eventueel het seizoen 1914/15.
Wanneer een staaf leeg is, zijn deze gegevens niet bekend. Het kan ook zijn dat de club dat seizoen niet heeft meegespeeld op het hogere amateurniveau, vroegtijdig de competitie heeft verlaten of uit de competitie is gezet.

In het seizoen 1944/45 was er wegens de Tweede Wereldoorlog geen regulier competitievoetbal.

#### Lijst van trainers
1994-1996: Jan Piet Bosma
1996-1997: Jan Piet Bosma en Ron Jans
1997-2001: Ron Jans
2001-2002: Gerry Hamstra (tot 11 november)
2002-2004: Piet Schrijvers (vanaf 11 november)
2004-2006: Jans Deenen (tot 15 december)
2007-2008: Zephnad Wattimury (vanaf 1 januari)
2007-2009: Harold Brunsting
2009-2010: Hendrik Oosting (tot 18 oktober)
2010-2012: Jan Piet Bosma (vanaf 18 oktober)
2012-2014: Wim Bakering
2014-2017: Theo ten Caat
2017-2019: Paul Weerman

## Bekende (oud-)spelers
- Diederik Bangma
- Kassim Bizimana
- Haaije Feenstra
- Marcel Groninger
- Willy Westra van Holthe
- Ronald Hamming
- Jos Hooiveld
- Anton Jongsma
- Karel Kaufman
- Harry Muskee

Achilles 1894 · ACV · FC Amboina · FC Assen · Asser Boys · LTC · VV LEO